# Cerocala basilewakyi
Cerocala basilewakyi är en fjärilsart som beskrevs av Emilio Berio 1954. Cerocala basilewakyi ingår i släktet Cerocala och familjen nattflyn. Inga underarter finns listade i Catalogue of Life.